# Campidoglio (Jackson)
Il Campidoglio del Mississippi (in lingua inglese Mississippi State Capitol) è la sede governativa dello Stato del Mississippi, negli Stati Uniti d'America. È situato nella capitale Jackson. Nel 2016 è stato inserito nel National Historic Landmark mentre nel 1969 è stato iscritto al National Register of Historic Places.

## Storia
Dopo anni di dibattito pubblico, il governatore Andrew H. Longino, entrato in carica nel gennaio 1900, convinse l'assemblea legislativa che era giunto il momento di costruire un nuovo Campidoglio. Il mese successivo Longino fu quindi nominato presidente della State House Commission dalla legislatura.
Quattordici architetti presentarono progetti in risposta al concorso di architettura pubblicizzato attraverso i giornali in cinque città in tutto il paese. Bernard Green, l'ingegnere che ha progettato la Library of Congress, è stato assunto dalla State House Commission per esaminare le proposte; scelse il piano di Theodore C. Link di St. Louis, Missouri.
Eretto sul sito del vecchio penitenziario statale, il Campidoglio fu completato in 28 mesi nel 1903 al costo di $ 1.093.641. Più fortuitamente, invece di emettere obbligazioni come previsto, il costo del Campidoglio è stato pagato per intero al completamento dopo che lo Stato del Mississippi ha ricevuto un milione di dollari in una causa ordinata dalla Corte Suprema degli Stati Uniti per le tasse arretrate dovute dall'Illinois Central Railway.
Il Campidoglio originariamente ospitava tutti e tre i rami del governo. Attualmente, il ramo legislativo è l'unico ramo in servizio rimasto a tempo pieno nella struttura. La Corte Suprema del Mississippi si è riunita nell'edificio dal 1903 al 1973. L'ufficio principale del Governatore attualmente si trova dall'altra parte della strada, nel Walter Sillers Building.
Nel 1933-34, un importante programma di pittura trasformò gli interni del Campidoglio che passarono dai soffitti originali in gesso bianco a una serie di affreschi colorati. Questo progetto, finanziato dalla Civil Works Administration e supervisionato dall'architetto Jackson A. Hays Town, includeva opere d'arte nelle cupole della Rotonda e della Camera del Senato.
Dal 1979 al 1982 il Campidoglio fu interessato dalla sua ristrutturazione più significativa. Durante il progetto da 19 milioni di dollari, la legislatura si è riunita nella vecchia Central High School di Jackson. Negli uffici del secondo piano sono stati installati soppalchi per aumentare l'area di lavoro del personale. Le principali aree pubbliche dell'edificio, comprese le camere della Camera dei Rappresentanti, del Senato e della vecchia Corte Suprema; Sala di ricevimento del governatore; Rotonda; Sala della Storia; e la sala di accoglienza delle United Daughters of the Confederacy è stata restaurata.